# Pavel Kogan
Pour les articles homonymes, voir Pavel Kogan (homonymie).
Pavel Kogan (en russe : Коган, Павел Давыдович) est un poète soviétique né le 7 juillet 1918 à Kiev (Ukraine) et mort le 23 septembre 1942  près de Novorossiisk.

## Biographie
À 4 ans, en 1922, Pavel et sa famille quittent Kiev pour aller s'installer à Moscou. Après avoir effectué ses études secondaires il entre à l'Institut de Philosophie, de littérature et d'histoire de Moscou (ru) où après y avoir passé trois ans, il poursuit ses études jusqu'en 1942 à l'Institut de littérature Maxime-Gorki.
Ensuite, par deux fois, il fait des randonnées sur les pistes d'Asie Centrale puis participa à une expédition géologique en Arménie pendant laquelle il apprend que la Seconde Guerre mondiale a débuté. Il revient à Moscou et il essaie de s'engager dans l'armée mais est réformé en raison de sa mauvaise santé et de sa myopie. Nullement découragé, il suit comme volontaire les cours de l'école des interprètes militaires d'où il est envoyé au front en cette qualité. En 1942, Pavel est abattu alors qu'il conduit un détachement de reconnaissance sous Novorossisk ; il a 24 ans.
De son vivant ses vers n'ont pas été publiés. Ils deviennent célèbres pendant la période de détente initiée par Nikita Khrouchtchev surtout avec la chanson populaire Brigantine qui est écrite avec les paroles d'un de ses poèmes.
On peut lire deux poèmes : Orage écrit en 1936 et Fusée écrit en août 1939, traduits par Léon Robel dans le livre La Poésie russe, anthologie bilingue réunie et publiée en 1965 sous la direction d'Elsa Triolet aux éditions Seghers d'où est tirée une partie des renseignements qui figurent sur cette page.